# BASIC
BASIC är ett programspråk, utvecklat 1964 av John Kemeny och Thomas Kurtz med främsta syfte att vara ett lämpligt språk för nybörjare. Det utvecklades från början som ett rent utbildningsmedel för att universitetsstuderande lätt skulle förstå grundläggande programmeringsprinciper och öva programmering.
Namnet BASIC är en akronym av Beginners All-purpose Symbolic Instruction Code, ungefär "Universell symbolisk instruktionskod för nybörjare". Det engelska ordet basic betyder "grundläggande".
BASIC blev populärt som programspråk i och med att den första mikrodatorn, Altair 8800, fick språket Altair Basic, utvecklat av Microsoft, som första programspråk.
Detta banade väg för att BASIC blev populärt som programspråk på 1980-talet och fungerade även som operativsystem till hemdatorerna ABC 80 (Luxor Basic), Commodore PET, VIC-20, Commodore 64, MSX, Tandy/Radio Shack TRS-80 (= Sharp PC-1211) m.fl. Eftersom standard-BASIC var dåligt på att hantera bland annat ljud och grafik utvecklades flera BASIC-dialekter med särskilda kommandon för detta, bland vilka kan nämnas Simons Basic för Commodore 64. BASIC ligger också till grund för de senare utvecklade språken Microsoft QuickBasic och Microsoft Visual Basic.
För en lista över olika BASIC-dialekter, se sidan Lista över BASIC-dialekter.
Alla dessa BASIC-dialekter har mycket gemensamt, men detaljer kan skilja. Ett fåtal funktioner kan finnas i en viss dialekt men saknas i en annan. En viss funktion kan finnas i flera dialekter men benämns olika.
BASIC är principiellt ett interpreterande program till skillnad från kompilerande program såsom Ada, Algol, C++, COBOL, Fortran, Pascal etc. men har funnits i kompilerande versioner ända sedan 70-talet. Från Microsofts BASCOM 1979 (som genererade exekverbar kod för främst Intels hårdvara), till det idag mycket mer moderna Visual Basic.
Comal, utarbetat i Danmark, har många drag gemensamt med BASIC men skiljer sig ändå så pass mycket att det knappast kan räknas som en BASIC-dialekt. Comal var det språk, som användes i Compis-datorn, utvecklad vid Teli, ett dotterbolag till dåvarande Televerket. Compis avvecklades redan efter några få år.

## Kodexempel
Exempel på hur man skriver ett Hello World-program i BASIC.
```
10 PRINT "Hello World!"

```

I mer moderna BASIC-dialekter (från c:a 90-talet och framåt) används inte radnummer och GOTO-satser. Istället använder de dialekterna strukturerad programmering.

## Mera information
- David A Lien: Basic-handboken. Svensk översättning ISBN 91-86200-00-3, 504 sidor. (Stockholm 1982.)

Detaljerad hjälp för konvertering av Basic-program mellan olika dialekter.